# Magnus Lohse
Magnus Lohse (ur. 28 lipca 1984 w Valldzie) – szwedzki lekkoatleta specjalizujący się w pchnięciu kulą, mistrz Europy juniorów z Tampere (2003).
Magnus Lohse jest synem marynarza Bobby Lohse i bratem oszczepnika Jonas Lohse.

## Sukcesy sportowe
- 2003 – Tampere, mistrzostwa Europy juniorów – złoty medal w pchnięciu kulą[1]
- trzykrotny mistrz Szwecji w pchnięciu kulą (2003 – stadion[2], 2008 – hala, 2008 – stadion)
- reprezentant kraju w meczach międzypaństwowych oraz zawodach pucharu Europy

## Rekordy życiowe
- pchnięcie kulą (stadion) – 19,18 – Fort Collins 25/03/2006
- pchnięcie kulą (hala) – 20,03 – Laramie 29/01/2005
- pchnięcie kulą (6 kg) – 21,11 – Lerum 19/06/2003